# Vicente Pérez Moreda
Vicente Pérez Moreda (Segòvia; 24 de novembre de 1948) és un historiador espanyol, acadèmic de la Reial Acadèmia de la Història.

## Biografia
El 1972 es llicencià en filosofia i lletres, especialitat història, a la Universitat de Salamanca, on va tenir com a mestres Miguel Artola Gallego en Història Contemporània i José María Blázquez Martínez en Història Antiga. Des de 1973 és professor i des de 1984 catedràtic d'història econòmica de la Universitat Complutense de Madrid (UCM) i des de 1980 de la UNED. El 1979 va succeir Jordi Nadal com a corresponsal a Espanya de la Bibliographie Internationale de la Démographie Historique, cosa que li va permetre eixamplar els seus contactes internacionals.
Ha estat convidat com a investigador associat en el curs 1986-87 a la Universitat de Berkeley, el 1988 a la Universitat de Cambridge i a l'École des Hautes Études en Sciences Sociales de París, i en 2002 a les Universitats de Bolònia i Florència. El 1983 va fundar l'Associació de Demografia Històrica (ADEH), de la que en fou president de 1991 a 1996.
És membre corresponent de l'Acadèmia d'Història i Art de San Quirce de Segòvia, de la Reial Acadèmia de Belles arts i Ciències Històriques de Toledo des de 2010, i des de 2004 és acadèmic numerari de la Reial Acadèmia de la Història, on ingressà llegint la dissertació La infancia abandonada en España (siglos XVI-XX).. En 2009 fou nomenat vocal de l'Agència Espanyola de Protecció de Dades.

## Obres
- Las crisis de mortalidad en la España interior (siglos XVI al XIX) (1980)
- Demografía histórica en España (1988)
- Expostos e ilegitemos na realidade iberica do seculo xvi au presente (1996).